# Red Mitchell
Red Mitchell (New York, 1927. szeptember 20. – Salem, 1992. november 8.) amerikai nagybőgős, zeneszerző, dalszerző, költő.

## Pályafutása
Keith Mitchellt New Jersey-ben nevelte fel mérnök apja, aki szerette a zenét, míg édesanyja a költészetet. Mitchell első hangszerei a zongora, az altszaxofon és a klarinét voltak. A Cornell University mérnöki ösztöndíjat adott neki. 1947-ben az Egyesült Államok hadseregében basszusgitozott. A következő évben egy dzsessztrióban játszott New Yorkban.
Red Mitchell öccse − Whitey Mitchell − szintén basszusgitáros.
Mitchell dolgozott Mundell Lowe-val, Chubby Jacksonnal, Charlie Ventura-val, Woody Hermannel, Red Norvo-val, ]]Gerry Mulligan]]nal. Az 1950-es évek elején csatlakozott a nyugati parti dzsesszélethez André Previn, Shelly Manne, Hampton Hawes, Billie Holiday, Stan Seltzer, Ornette Coleman és Mahalia Jackson társaságában.
Dolgozott basszusgitárosként a Los Angeles-i televíziós és filmstúdiókban is, időnként fellépett a képernyőn. Mitchell Tal Farlowról és Zoot Simsről szóló dokumentumfilmekben is feltűnt. Az 1960-as évek elején a szaxofonos Harold Landdel egy kvintettet vezetett.
Mitchell 1968-ban Stockholmba költözött. 1986-ban, majd 1991-ben elnyerte Svédország Grammy-díját kompozícióiért és dalszövegeiért, mint zongorista, basszusgitáros és énekes.
Ebben az időszakban Clark Terry-vel, Lee Konitz-cal, Herb Ellis-szel, Jim Hall-lal, Joe Pass-szal, Kenny Barronnal, Hank Jones-szal, Ben Websterrel, Bill Mays-szel, Warne Marsh-szal, Jimmy Rowles-szal, Phil Woods-szal, Roger Kellaway-szel lépett  fel és felvételeket készített. 1980-as évek közepén gyakran szerepelt duóban, leginkább Kellaway zongoraművésszel.
A svéd kormány 1992-ben Mitchellnek az Illis quorumot.
Red Mitchell 1992 elején visszatérve az Egyesült Államokba és Oregonban telepedett le, ahol 65 éves korában, 1992-ben agyvérzésben meghalt.
Versgyűjteménye posztumusz jelent meg. Özvegye megírta az életrajzát.

## Lemezválogatás
- Red Schell & Conte Candoli, Hampton Hawes, Joe Maini, Chuck Thompson (1955)
- Presenting Red Schell & James Clay, Billy Higgins, Lorraine Walsh Geller (1957)
- Get Those Elephants Out'a Here − „The Schells": Whitey Schell and Blue Schell & André Previn  (1012, 1958)
- Hear Ye! & Carmell Jones, Harold Land, Leon Petties, Frank Strazzeri, (1961)
- Fancy Dance & Joe Sample, J. C. Moses, (1969)
- Chocolate Cadillac & Horace Parlan, Nisse Sandstrom, Rune Carlsson, Idrees Sulieman, 1976
- Jim Hall and Red Schell, (1978)
- Simple Isn't Easy, szólóalbum, (1983)
- Home Suite, szólóalbum, (1985)
- The &chell-Marsh Big Two: Hot House & Warne Marsh, (1985)
- The Red Barron Duo & Kenny Barron, (1986)
- Fifty Fifty & Roger Kellaway, (1987)
- Doggin' Around, Live at the Loa & Herb Ellis, (1989)
- Schell's Talking & Ben Riley, Kenny Barron, (1989)
- Hear Ye! & Harold Land, Carmell Jones, Frank Strazzeri, Leon Pettis, (1989)
- Evolution & Lars Jansson, Joakim Milder, (1995)
- Live in Stockholm & Roger Kellaway, Joakim Milder, (1995)
- Red Schell-Warne Marsh Big Two, Vol. 2, (1998)
- Live at Port Townsend & George Cables, (1992, 2005)

## Fordítás
Ez a szócikk részben vagy egészben  a   Red Mitchell című angol Wikipédia-szócikk ezen változatának fordításán alapul.  Az eredeti cikk szerkesztőit annak laptörténete sorolja fel. Ez a jelzés csupán a megfogalmazás eredetét és a szerzői jogokat jelzi, nem szolgál a cikkben szereplő információk forrásmegjelöléseként.